# James Jackson (Volleyballspieler)
James Jackson (* in London) ist ein kanadischer Volleyballspieler.

## Karriere
Jackson studierte von 2015 bis 2019 am Fanshawe College in seiner Heimatstadt und spielte in der College-Mannschaft Falcons. Mit dem Team gewann er die College-Meisterschaft. 2019/20 nahm der Diagonalangreifer am National Excellence Program, einem Förderprogramm des kanadischen Volleyballverbands, teil. 2020 wurde er vom deutschen Bundesligisten Netzhoppers Königs Wusterhausen verpflichtet.